# Крапа
Крапа (мкд. Крапа) је насеље у Северној Македонији, у средишњем делу државе. Крапа припада општини Македонски Брод.

## Географија
Насеље Крапа је смештено у средишњем делу Северне Македоније. Од седишта општине, градића Македонски Брод, насеље је удаљено 15 km источно.
Рељеф: Крапа се налази у области Порече, која обухвата средишњи део слика реке Треске. Дато подручје је изразито планинско. Село је положено високо, источно од долине, на западним видовима планине Даутице. Надморска висина насеља је приближно 1.020 метара.
Клима у насељу је планинска због знатне надморске висине.

## Историја
Село Крапа је крајем 19. и почетком 20. века представљало „бастион српске свести“, то јест цело село а било је српско и „патријаршијско“ и имало је српску школу. У турском попису из 1895. имало је 600. „патријаршијских“, односно српских кућа. Турски пописи нису баш најтачнији, па тако попис велешке митрополије из 1902. даје број од 75. кућа, Димитрије Мишев секретар Бугарске егзархије, за 1903. даје број од 560. „србомана“ патријаршиста, турски попис из 1905. 82 куће, а по ослобођењу 1913. 673 становника.
Царска дозвола за отварање српске школе у месту стигла је 28. јуна 1898. године. Следеће 1899. године њу похађа 46 ђака (од којих две девојчице). Мутевелија школе постао је мештанин Коне Апостоловић, а први учитељ Тома Јанићијевић родом из Крушева. У Крапи је 1899. године први пут прослављен празник и школска слава Св. Сава. У цркви посвећеној Св. Николи служио је поп Атанасије Коневић. Након резања славског колача са школским домаћином (кумом) учитељ Коста Димитријевић је изговорио светосавску беседу. Јуна 1900. године обављен је годишњи испит у српској школи, пред ревизором Михаилом Питевићем заступником директора српске гимназије у Битољу.
У Крапи је 1900. године било 65 православних домова.
По свом географском положају повезивало је српска села у Поречу и на планини Бабуни у прилепском крају. Вођа села био је свештеник поп Тасе Коневић. Марта 1905. чете ВМРО под командом Панча Константинова и Гоге Ацева кренуле су да попале ово село и убију попа Тасу, будући да су одбијали Егзархију („бугарашење“) и да су били у српској четничкој организацији. Село је четама пружило отпор и оне су морале да се повуку. Код локалитета Куртов Камен дочекале су их српске чете Глигора Соколовића, Стевана Недића Ћеле и Тренка Рујановића. Чете су готово уништене, а војводе Константинов и Ацев су погинули. Село је 1915. платило цену свог србовања, као и остала поречка села, јер су бугарски окупатори стрељали попа Тасу Коневића и друге угледне сељаке за време окупације.

## Становништво
По попису становништва из 2002. године, Девич је имао 69 становника.
Претежно становништво у насељу су етнички Македонци (100% према последњем попису).
Већинска вероисповест у насељу је православље.

## Познате личности
- Тасе Коневић, свештеник;
- Тренко Рујановић, српски четнички војвода из времена Борбе за Македонију;
- Дане Стојановић , српски четнички војвода из времена Борбе за Македонију.